# Зельцер, Дэвид
Дэвид Зельцер (англ. David Seltzer, родился 12 февраля 1940 года в Хайлэнд-Парк, штат Иллинойс) — американский писатель, сценарист и режиссёр, наиболее известный сценарием к мистическому триллеру «Омен», адаптированным им также в одноименную книгу, давшую начало серии.

## Избранная фильмография
| Год  |   | Русское название                 | Оригинальное название               | Роль                           |
| ---- | - | -------------------------------- | ----------------------------------- | ------------------------------ |
| 1971 | ф | Вилли Вонка и шоколадная фабрика | Willy Wonka & the Chocolate Factory | сценарист (в титрах не указан) |
| 1975 | ф | Другая сторона Горы              | The Other Side of the Mountain      | сценарист                      |
| 1976 | ф | Омен                             | The Omen                            | сценарист                      |
| 1979 | ф | Пророчество                      | Prophecy                            | сценарист                      |
| 1983 | ф | Стол на пятерых                  | Table for Five                      | сценарист                      |
| 1986 | ф | Лукас                            | Lucas                               | режиссёр, сценарист            |
| 1988 | ф | Изюминка                         | Punchline                           | режиссёр, сценарист            |
| 1990 | ф | Птичка на проводе                | Bird on a Wire                      | сценарист                      |
| 1992 | ф | Свет во тьме                     | Shining Through                     | режиссёр, сценарист, продюсер  |
| 1997 | ф | Восемнадцатый ангел              | The Eighteenth Angel                | сценарист                      |
| 1998 | ф | Мой гигант                       | My Giant                            | сценарист                      |
| 2002 | ф | Стрекоза                         | Dragonfly                           | сценарист                      |
| 2006 | ф | Омен                             | The Omen                            | сценарист                      |